# TLR4
Le récepteur Toll-like 4, ou TLR4, parfois également nommé CD284 (classe de différenciation 284),est un activateur clé de la réponse immunitaire innée et joue un rôle central dans la lutte contre les infections bactériennes. TLR4 est une protéine transmembranaire d'environ 95 kDa codée par le gène TLR4.
TLR4 appartient à la famille des récepteurs de type toll (TLR), représentative des récepteur de reconnaissance de motifs moléculaires (PRR, pattern recognition receptors). Les PRR sont ainsi nommés pour leur capacité à reconnaître des composants de micro-organismes (bactéries, virus, champignons et parasites) conservés au cours de l'évolution, appelés motifs moléculaires associés aux agents pathogènes (PAMP, pathogen associated molecular pattern). La reconnaissance d'un PAMP par un PRR déclenche une activation rapide de l'immunité innée, essentielle pour lutter contre les maladies infectieuse.
TLR4 est exprimé par les cellules immunitaires principalement d’origine myéloïdes, incluant les monocytes, macrophages et cellules dendritiques (DC, dendritic cell). Il est également exprimé à un niveau plus faible dans certaines cellules non immunitaires, telles que les cellules épithéliales, endothéliales, placentaires, et les cellules bêta des ilôts de Langerhans. La plupart des cellules myéloïdes expriment également des niveaux élevés de la protéine CD14 ancrée à la membrane plasmique. Celle-ci facilite l’activation de TLR4 par les LPS et contrôle son internalisation subséquente, importante pour la signalisation du récepteur et sa dégradation,.
Les principaux ligands du TLR4 sont les lipopolysaccharides (LPS), composants majoritaires de la membrane externe des bactéries Gram-négatives et de certaines bactéries Gram-positives. Le TLR4 peut également être activé par des composés endogènes appelés motifs moléculaires associés aux danger (DAMP, damage associated molecular pattern), notamment la protéine HMGB1 (high mobility group box protein 1), les protéines S100 ou les histones. Ces composés sont libérés lors de lésions tissulaires et par les cellules mourantes ou nécrotiques,,.

## Rôles du TLR 4
Les TLR sont hautement conservés de la Drosophile à l'homme et partagent des similitudes structurelles et fonctionnelles. Ils reconnaissent les motifs moléculaires associés aux agents pathogènes (PAMP pour Pathogen-Associated Molecular Pattern) qui sont exprimés sur des agents infectieux et interviennent dans la production de cytokines nécessaires au développement d'une immunité efficace.
Son activation conduit à une voie de signalisation intracellulaire NF-κB et à la production de cytokines inflammatoires, responsables de l'activation du système immunitaire inné. Il est bien connu pour la reconnaissance du lipopolysaccharide (LPS), aussi nommé endotoxine, un composant présent dans de nombreuses bactéries à Gram négatif (par exemple Neisseria spp.) et certaines bactéries à Gram positif. Ses ligands comprennent également plusieurs protéines virales, un polysaccharide et diverses protéines endogènes telles que les lipoprotéines de basse densité, les bêta-défensines et la protéine de choc thermique.
Plusieurs variantes de transcription de ce gène ont été trouvées, mais le potentiel de codage de protéines de la plupart d'entre elles est incertain.
La plupart des effets rapportés de la signalisation de TLR4 dans les tumeurs sont pro-cancérigènes, principalement en raison des contributions de la signalisation de cytokines proinflammatoires (dont l'expression est dirigée par des signaux médiés par TLR) au microenvironnement favorisant les tumeurs.

## Liaison endotoxine (LPS) avec TLR 4
La liaison entre le LPS et le récepteur TLR 4 est possible après une fixation du LPS à un corécepteur membranaire MD2 (chaînes C et D), aussi connu sous le nom LY96, au préalable. La liaison du LPS au corécepteur membranaire MD2 permet le rapprochement et l'homodimérisation des deux chaînes de TLR4, activant leurs domaines intracytosoliques respectifs qui recrutent des protéines intracellulaires dans le but d'initier une réponse inflammatoire.
Le récepteur CD14 est également un partenaire du TLR 4. En intracellulaire, diverses protéines fixées au domaine intracytosolique du TLR 4 sont recrutées, telle que MyD88 (Myeloid differentiation primary gene 88). En aval, l'activation d'une cascade de protéines impliquées dans diverses voies classiques (celle des MAP-kinases ou encore celle de NF-κB) permet ensuite au macrophage activé par la stimulation de ses récepteurs TLR 4 d'être un acteur de l'inflammation (notamment en sécrétant du monoxyde d'azote, par exemple, si activation de NF-κB qui peut stimuler la transcription de la Nitric Oxyde Synthase 2 (iNOS) ou celle de cytokines pro-inflammatoires.

## Signalisation
Lors de la reconnaissance du LPS, les changements de conformation des récepteurs TLR4 entraînent le recrutement de domaines TIR intracellulaires contenant des molécules adaptatrices. Ces adaptateurs sont associés au cluster TLR4 via des interactions homophiles entre les domaines TIR. Il existe quatre protéines adaptatrices impliquées dans deux voies majeures de signalisation intracellulaire.
Il coopère avec LY96 (également appelé MD-2) et CD14 pour jouer un rôle dans les événements de transduction du signal induits par le lipopolysaccharide (LPS) présent dans la plupart des bactéries à Gram négatif. Des mutations dans ce gène ont été associées à des différences de réactivité des LPS.
La signalisation TLR4 répond aux signaux en formant un complexe à l'aide d'un domaine extracellulaire de répétition riche en leucine (LRR pour Leucin-Rich Repeat) et d'un domaine intracellulaire de récepteurs toll/interleukine-1 (TIR). La stimulation par le LPS induit une série d'interactions avec plusieurs protéines accessoires qui forment le complexe TLR4 à la surface de la cellule. La reconnaissance du LPS est initiée par une liaison du LPS à une protéine LBP. Ce complexe LPS-LBP transfère le système LPS sur CD14. CD14 est une protéine membranaire ancrée dans le glycosyl-phosphatidyl-inositol qui lie le complexe LPS-LBP et facilite le transfert du LPS à la protéine MD-2, associée au domaine extracellulaire de TLR4. La liaison au LPS favorise la dimérisation de TLR4/MD-2. Les changements conformationnels du TLR4 induisent le recrutement de protéines adaptatrices intracellulaires contenant le domaine TIR, nécessaires pour activer la voie de signalisation en aval.

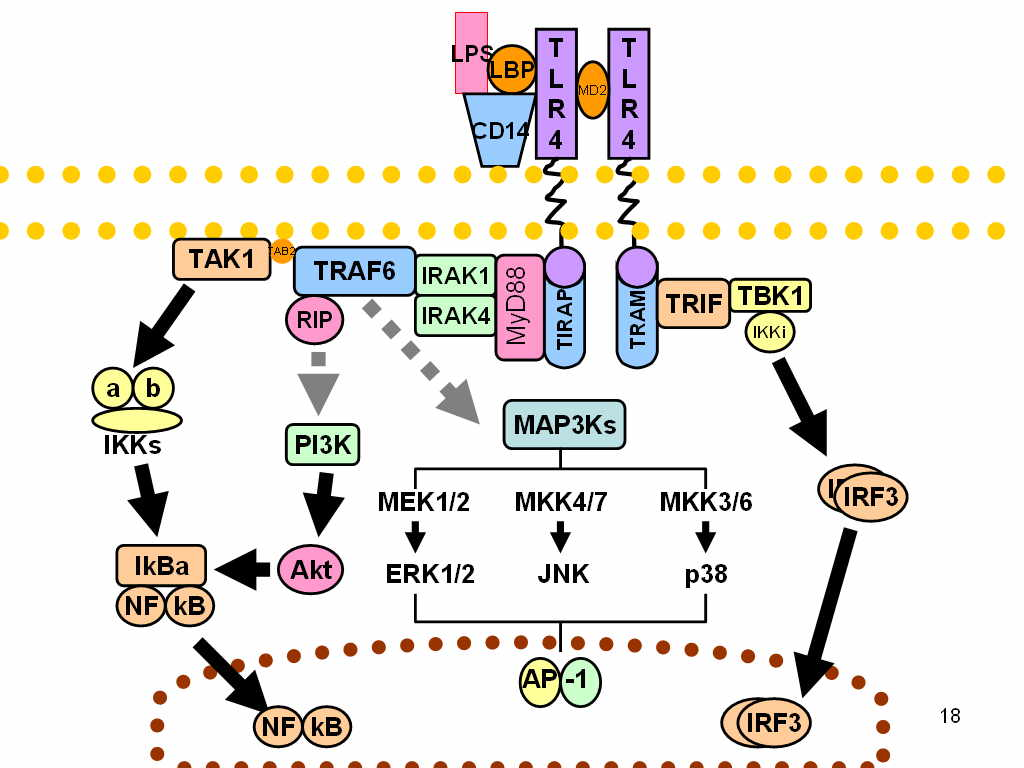
Voie de signalisation du récepteur à péage 4. Les lignes grises en pointillés représentent des associations inconnues

### Voie dépendante de MyD88
La voie dépendante de MyD88 est régulée par deux protéines associées à l'adaptateur : le gène de réponse primaire de différenciation myéloïde 88 (MyD88) et la protéine adaptatrice contenant le domaine TIR (TIRAP). TIRAP-MyD88 régule l'activation précoce de NF-κβ et la production de cytokines pro-inflammatoires, telles que l'IL-12. La signalisation MyD88 implique l'activation des kinases associées au récepteur de l'IL-1 (IRAK) et du facteur 6 du facteur associé au récepteur de TNF (TRAF6). TRAF6 induit l'activation de TAK1 (facteur de croissance transformant-kinase activée-β) qui conduit à l'activation de cascades MAPK (protéine kinase activée par un mitogène) et d' IKK (kinase IKB). La voie de signalisation d'IKK conduit à l'induction du facteur de transcription NF-KB, tandis que l'activation des cascades de MAPK entraîne l'activation d'un autre facteur de transcription AP-1. Les deux jouent un rôle dans l'expression des cytokines pro-inflammatoires. L'activation de NF-KB par TAK-1 est complexe et commence par l'assemblage d'un complexe protéique appelé signalosome, constitué d'une protéine d'échafaudage appelée NEMO. Le complexe protéique est constitué de deux kinases κB différentes, appelées IKKα et IKKβ. Cela provoque l'ajout d'une petite protéine régulatrice au signalosome appelée ubiquitine, qui déclenche la libération de la protéine NF-KB, qui coordonne la translocation dans le noyau des cytokines.

### Voie endosomale (adapteur TRIF)
Cette voie dépendante de TRIF implique le recrutement de protéines adaptatrices TIR-domain-containing adaptator containing interféron-β (TRIF) et la molécule adaptatrice apparentée au TRIF (TRAM). Les signaux TRAM-TRIF activent le facteur de transcription Interferon Regulatory Factor-3 (IRF3) via TRAF3. L'activation d'IRF3 induit la production d' interférons de type 1.

### SARM: régulateur négatif de la voie médiée par le TRIF
Une cinquième protéine adaptatrice contenant un domaine TIR appelée Sterile α and HEAT (motif Armadillo) (SARM) est un inhibiteur de la voie de signalisation TLR4. L'activation de SARM par la liaison au LPS inhibe les voies médiées par le TRIF mais n'inhibe pas les voies médiées par MyD88. Ce mécanisme empêche une activation excessive en réponse au LPS, ce qui peut entraîner des lésions induites par l'inflammation, telles que la septicémie.

## Histoire évolutive
Le TLR4 a été créé lorsque les TLR2 et TLR4 ont divergé il y a environ 500 millions d'années, au début de l'évolution des vertébrés. Les alignements de séquence d'exons de TLR4 humains et de grands singes ont démontré qu'il n'y a pas eu beaucoup d'évolution dans TLR4 humain depuis notre divergence par rapport à notre dernier ancêtre commun avec les chimpanzés. Les exons de TLR4 humain et de chimpanzé ne diffèrent que par trois substitutions, tandis que les humains et les babouins sont similaires à 93,5 % dans le domaine extracellulaire. Notamment, les humains possèdent un plus grand nombre de codons d'arrêt précoce dans TLR4 que les grands singes; dans une étude portant sur 158 humains dans le monde, 0,6 % avaient une mutation non-sens,. Cela suggère qu'il existe des pressions évolutives plus faibles sur le TLR4 humain que sur nos parents de primates. La distribution des polymorphismes humains de TLR4 correspond à la migration extra-africaine et il est probable que les polymorphismes aient été générés en Afrique avant la migration vers d'autres continents,.

## Les interactions
Il a été démontré que TLR4 interagissait avec :
- Antigène lymphocytaire 96[25],[26]
- Myd88[27],[28],[29],[30]
- TOLLIP[31]
- Nickel[32]

Le trafic intracellulaire de TLR4 dépend de la GTPase Rab-11a et l’inactivation de Rab-11a freine le recrutement de TLR4 vers les phagosomes contenant E. coli et, par la suite, réduit la transduction du signal par la voie indépendante MyD88.

## Signification clinique
Divers polymorphismes mono-nucléotidiques (SNP) du TLR4 chez l'homme ont été identifiés et pour certains d'entre eux, une association avec une susceptibilité accrue aux infections bactériennes à Gram négatif ou une progression plus rapide et une évolution plus sévère de la septicémie chez les patients gravement malades patients ont été signalées.

### Résistance à l'insuline
Fetuin-A facilite la liaison des lipides aux récepteurs, induisant ainsi une résistance à l'insuline.

### Dans la progression des cancers
L'expression de TLR4 peut être détectée sur de nombreuses cellules tumorales et lignées cellulaires. TLR4 est capable d'activer les voies MAPK et NF-κB, impliquant le rôle direct possible de la signalisation TLR4 autonome de cellules dans la régulation de la cancérogenèse, notamment par la prolifération accrue de cellules tumorales, l'inhibition de l'apoptose et les métastases. La signalisation de TLR4 peut également contribuer à la résistance à la chimiothérapie au paclitaxel dans le cancer de l'ovaire et à la thérapie par siRNA dans le cancer de la prostate. Il a été rapporté que 63 % des patientes atteintes d' un cancer du sein exprimaient TLR4 sur des cellules tumorales et que le niveau d'expression était inversement corrélé à la survie. De plus, une faible expression de MyD88 était corrélée à une diminution des métastases pulmonaires et à une diminution de l'expression des CCL2 et CCL5. Les niveaux d'expression de TLR4 étaient les plus élevés parmi les TLR dans la lignée de cellules de cancer du sein humain MDA-MB-231 et l'inactivation de TLR4 a entraîné une diminution de la prolifération et une diminution des niveaux d'IL-6 et d'IL-8. D'autre part, la signalisation de TLR4 dans les cellules immunitaires et inflammatoires du microenvironnement tumoral peut conduire à la production de cytokines proinflammatoires (TNF, IL-1β, IL-6, IL-18, etc.) de cytokines immunosuppressives (IL-10, TGF- β, etc.) et des médiateurs angiogéniques (VEGF, EGF, TGF-β, etc.). Ces activités peuvent entraîner une polarisation plus poussée des macrophages associés à une tumeur, la conversion de fibroblastes en fibroblastes associés au cancer favorisant la tumeur, la conversion de cellules dendritiques en CD associées à une tumeur et l'activation des fonctions pro-tumorigènes de cellules myéloïdes immatures - Suppresseur d'origine myéloïde Cellules (MDSC). La signalisation TLR a été liée à l'accumulation et à la fonction de MDSC au site de la tumeur et permet également aux cellules stromales mésenchymateuses de contrer l'immunité anti-tumorale médiée par les cellules NK. Dans les cellules de l'hépatoblastome HepG2, le LPS augmentait les niveaux de TLR4, la prolifération cellulaire et la résistance à la chimiothérapie, et ces phénomènes pourraient être inversés par l'inactivation du gène TLR4. De manière similaire, la stimulation par LPS de la lignée cellulaire H7402 de cancer du foie humain a entraîné une régulation à la hausse de TLR4, l'activation de NF-KB, la production de TNF, IL-6 et IL-8 et une prolifération accrue pouvant être inversée par un transducteur de signal et une inhibition de STAT3. Outre l'utilisation réussie bien connue de Bacillus Calmette–Guérin (BCG) dans le traitement du cancer de la vessie, il existe des rapports sur le traitement du carcinome épidermoïde oral, du cancer gastrique et du cancer du col de l'utérus avec la préparation de streptocoque lyophilisée OK-432 et l'utilisation de ligands de TLR4/TLR2 dérivés du muramyl dipeptide.

### Pendant la grossesse
L'activation de TLR4 dans les infections intra-utérines entraîne une dérégulation de la synthèse des prostaglandines, entraînant une contraction du muscle lisse utérin.

### Polymorphisme Asp299Gly
Classiquement, TLR4 est considéré comme le récepteur du LPS, mais il a également été démontré que TLR4 était également activé par d'autres types de lipides. Plasmodium falciparum, un parasite connu pour causer la forme de paludisme la plus répandue et la plus grave rencontrée principalement en Afrique, produit du glycosylphosphatidylinositol, qui peut activer le TLR4. Deux SNP dans TLR4 sont co-exprimés avec une forte pénétrance dans les populations africaines (c.-à-d. TLR-4-Asp299Gly et TLR-4-Thr399Ile). Ces polymorphismes sont associés à une augmentation de la production d'IL-10 à médiation par TLR4 - un immunomodulateur - et à une diminution des cytokines proinflammatoires. La mutation ponctuelle TLR-4-Asp299Gly est fortement corrélée à un taux d'infection accru avec Plasmodium falciparum. Il semble que la mutation empêche le TLR4 d’agir aussi vigoureusement contre au moins certaines infections plasmodiales. Le taux d'infection paludique et la morbidité associée sont plus élevés dans le groupe TLR-4-Asp299Gly, mais la mortalité semble avoir diminué. Cela peut indiquer qu’au moins une partie de la pathogenèse du paludisme tire parti de la production de cytokines. En réduisant la production de cytokines via la mutation de TLR4, le taux d’infection peut augmenter, mais le nombre de décès dus à l’infection semble diminuer.
De plus, TLR4-D299G a été associé au cancer colorectal agressif chez l'homme. Il a été démontré que les adénocarcinomes du côlon humain chez les patients atteints de TLR4-D299G étaient plus fréquemment à un stade avancé avec métastases que ceux portant un TLR4 de type sauvage. La même étude a démontré fonctionnellement que les cellules épithéliales intestinales (Caco-2) exprimant TLR4-D299G subissaient une transition épithélio-mésenchymateuse et des modifications morphologiques associées à la progression tumorale, contrairement aux cellules épithéliales intestinales exprimant le TLR4 sauvage.

## Études animales
Un lien entre le récepteur TLR4 et la consommation excessive d'alcool a été suggéré. Lorsque les gènes responsables de l'expression des récepteurs TLR4 et GABA sont manipulés chez des rongeurs élevés et entraînés à boire de manière excessive, les animaux ont montré une "réduction profonde" des comportements de consommation d'alcool. De plus, il a été démontré que l’éthanol, même en l’absence de LPS, peut activer les voies de signalisation du TLR4.
Des niveaux élevés de molécules TLR4 et de macrophages associés aux tumeurs M2 sont associés à une susceptibilité accrue à la croissance du cancer chez les souris privées de sommeil. Les souris génétiquement modifiées afin qu'elles ne puissent pas produire de molécules de TLR4 ont montré une croissance normale du cancer.

## Particularités et pathologies
- Du fait de la consommation d'aliments hyperlipidiques, la composition du microbiote intestinal est susceptible d'être gravement modifiée, pouvant induire une hausse de la concentration plasmatique en LPS. Dans une échéance plus brève, l’ingestion d’un repas riche en lipides induit également une augmentation du LPS plasmatique en postprandial[44],[45]. Ces données pourraient expliquer le rôle physiopathologique du TLR 4 dans le développement d'endotoxémies métaboliques chez l’obèse[46].
- Une déficience en MyD88 semble ne pas être nécessairement pathologique, car le TLR 4 peut dans ce cas activer une voie redondante qui aura des effets similaires. L'activation de ces voies sera en revanche d'une durée plus longue que dans le cas où MyD88 est présent.

## Substances ciblant le TLR4
Le récepteur Toll-like 4 s'est révélé important pour les effets secondaires à long terme des analgésiques opioïdes. Différents ligands de récepteurs μ-opioïdes ont été testés et ont également démontré leur efficacité en tant qu'agonistes ou antagonistes du TLR4, les agonistes opioïdes tels que la morphine étant des agonistes du TLR4, alors que des antagonistes des opioïdes tels que la naloxone étaient des antagonistes du TLR4. L'activation de TLR4 entraîne la libération en aval de modulateurs inflammatoires, y compris le TNF-α et l'interleukine-1. On pense qu'une libération constante de ces modulateurs réduit l'efficacité du traitement par les opioïdes au fil du temps et contribue à la fois au développement de la tolérance aux analgésiques opioïdes, et à l’émergence d’effets secondaires tels que l’hyperalgésie et l’allodynie, qui peuvent devenir un problème après une utilisation prolongée d’opioïdes,. Les médicaments qui bloquent l'action du TNF-α ou de l'IL-1β augmentent les effets analgésiques des opioïdes et réduisent le développement de la tolérance et d'autres effets secondaires,, ce qui a également été démontré avec des médicaments qui bloquent TLR4 lui-même. La réponse de TLR4 aux médicaments opioïdes s’est révélée être dépendante des énantiomères. Par conséquent, les énantiomères "non naturels" des médicaments opioïdes tels que la morphine et la naloxone, qui n'ont pas d’affinité pour les récepteurs opioïdes, produisent toujours la même activité sur TLR4 que les énantiomères"normaux",. Cela signifie que les énantiomères non naturels d'antagonistes des opioïdes, tels que la (+)-naloxone, peuvent être utilisés pour bloquer l'activité TLR4 des médicaments analgésiques opioïdes, sans affecter l'activité analgésique médiée par le récepteur μ-opioïde,,. Cela pourrait également être le mécanisme à l'origine de l'effet bénéfique de la naltrexone à ultra-faible dose sur l'analgésie opioïde.
La morphine provoque une inflammation en se liant à la protéine antigène lymphocytaire 96, qui à son tour provoque la liaison de la protéine au récepteur de type Toll 4 (TLR4). L'activation de TLR4 induite par la morphine atténue la suppression de la douleur causée par les opioïdes et améliore le développement de la tolérance aux opioïdes et de la dépendance, de la toxicomanie et d'autres effets indésirables tels que la dépression respiratoire et l'hyperalgésie. Les médicaments candidats ciblant le TLR4 pourraient améliorer les traitements de la douleur basés sur les opioïdes.

### Agonistes
- Buprenorphine
- Carbamazepine
- Ethanol[60]
- Fentanyl
- Lévorphanol
- Lipopolysaccharides (LPS)[61]
- Méthadone
- Morphine
- Oxcarbazepine
- Oxycodone
- Péthidine
- Glucuronoxylomannane de Cryptococcus[62],[63]
- Morphine-3-glucuronide (inactif au niveau des récepteurs opioïdes, donc sélectif pour l'activation de TLR4)[50]
- Tapentadol (agoniste / antagoniste mixte)
- Les isomères "non naturels" tels que la (+)- morphine activent TLR4 mais manquent d'activité des récepteurs opioïdes[53], bien que la (+)- morphine montre également une activité en tant qu'agoniste des récepteurs sigma[64].

### Antagonistes
- Le lipide A, un analgésique, agit en tant qu’antagoniste de TLR4. Il a été développé comme médicament contre la septicémie grave[65]. Cependant, en 2013, un reportage a déclaré que les résultats contre la septicémie étaient quelque peu décevants et qu'il était mieux utilisé pour traiter certains cas de grippe sévère. Bien qu'il ne traite pas le virus lui-même, il pourrait être utilisé contre la réaction immunitaire massive appelée tempête de cytokines, qui survient souvent plus tard au cours de l'infection et constitue une cause majeure de mortalité due à une grippe sévère[66].
  - Amitriptyline[67]
  - Cyclobenzaprine[67]
  - Kétotifène[67]
  - Imipramine[67]
  - Miansérine[67]
  - Ibudilast[68]
  - Pinocembrine[69]
  - Naloxone[70]
  - Naltrexone[70]
  - (+)-naltrexone[70]
  - LPS-RS[70]
  - Propentofylline
  - Tapentadol (agoniste et antagoniste)
  - (+)- naloxone (isomère « non naturel », sans affinité pour les récepteurs opioïdes, donc sélectif pour l'inhibition de TLR4)[54]